# 格林菲尔德 (加利福尼亚州)
格林菲尔德（英語：Greenfield），是美国加利福尼亚州蒙特雷县下属的一座城市。建市于1947年1月7日，面积大约为2.14平方英里（5.5平方公里）。根据2010年美国人口普查，该市有人口16,330人。